# Сражение край Дреновени
Сражението край Дреновени от 31 юли (13 август) 1907 година се води между четата на Пандо Кляшев на Вътрешната македоно-одринска революционна организация и турски аскер в Костурско.
През месец юли (август) 1907 година се провежда Битолският конгрес на ВМОРО, на който сред делегатите са Пандо Кляшев и Христо Цветков. На път за Костурско четата им е предадена в Дреновени и при местността Лильовски осойки четниците дават сражение на турския аскер. 
В завързалото се сражение войводата Пандо Кляшев е тежко ранен и според някои източници се самоубива, за да не бъде пленен. В същото сражение загиват Стоян Чекаларов от Смърдеш, Лазар Палчев от Връбник, Петър Клянев, Васил Хаджипавлов, Никола Михов и Богдан Богдановски от Желево. С бягство се спасяват Христо Цветков от Кономлади и Трайко Желевски. Вероятно сред загиналите е и Кузма Бакрачев от Вишени, но не и Нумо Марковски, загинал на същата дата в Косинец със свои другари. В близост до мястото на сражението местното население строи гробница за общо 15-те или 18-те загинали.